# 奧古斯丁·杜梅
奧古斯丁·杜梅（Augustin Dumay，1949年－），法國小提琴家，師從音樂家亞瑟·葛羅米歐（Arthur Grumiaux），法比派成員之一。